# Het parfum
Het parfum (Das Parfum) is de bekendste roman van de Duitse auteur Patrick Süskind. Het boek verscheen in 1985 en was een wereldwijde bestseller.

## Verhaal
Süskind vertelt het levensverhaal van Jean-Baptiste Grenouille die op 17 juli 1738 wordt geboren op de Parijse vismarkt. Zijn ongehuwde moeder probeert hem achter te laten tussen het visafval. Grenouille groeit op in een particulier weeshuis, en werkt later in een stinkende leerlooierij. Grenouille heeft geen eigen lichaamsgeur maar ziet die handicap gecompenseerd worden door een erg scherpe reukzin. Door het ontbreken van een eigen geur wordt hij vaak niet opgemerkt en kan hij zeer heimelijk zijn gang gaan. Op een dag wordt hij overvallen door de fijne geur van een meisje en in een poging de geur te bezitten, wurgt hij het kind. Dat voorval doet Grenouille besluiten om parfumeur te worden, "een schepper van geuren, niets minder dan de grootste parfumeur ter wereld". Hij treedt in dienst bij verschillende parfumeurs, eerst in Parijs en later in Grasse, waar hij de technieken aanleert om geuren te onttrekken aan bloemen en planten, zoals door middel van destillatie en enfleurage. Grenouilles levensdroom is echter het scheppen van een eigen lijfgeur. Hij ontziet niets of niemand om dat doel te bereiken en groeit uit tot een seriemoordenaar. Voor het scheppen van een eigen lijfgeur is het namelijk nodig de geur aan een mensenlichaam te onttrekken en die te conserveren. Om te ontdekken hoe dat moet, experimenteert hij eerst op dieren en daarna op mensen. Het lukt hem ten slotte een allesoverweldigend parfum te maken waarmee andere mensen hem direct liefhebben.

## Adaptaties en invloeden
Er was al heel lang sprake van een literatuurverfilming van het boek. Onder anderen Stanley Kubrick beweerde dat het boek onverfilmbaar was. Uiteindelijk kwam in 2006 de filmversie uit onder de titel Perfume: The Story of a Murderer, geregisseerd door Tom Tykwer en met Ben Whishaw in de rol van Grenouille. De film won diverse prijzen.
Het lied "Scentless Apprentice" van de Amerikaanse rockband Nirvana, is geïnspireerd door Het Parfum. Het staat op hun album In Utero uit 1993. Kurt Cobain noemde Het Parfum vaak als een van zijn lievelingsboeken.
De single "Du riechst so gut" van de Duitse rockband Rammstein en het nummer "Herr Spiegelmann" van de Portugese gothicmetalband Moonspell zijn naar verluidt beïnvloed door de roman.
De Amerikaanse muzikant Perfume Genius heeft zijn artiestennaam ontleend aan het boek.
Myriam Bastiaens maakte een toneelbewerking voor toneelgezelschap Playerwater Companie uit Kapelle-op-den-Bos. Het stuk werd in 2020 opgevoerd.